# Nagaraja
Nâgarâja (le roi des Nāgas, sanskrit : नागराज, nāgarāja ; Wylie : klu'i rgyal po) est une figure qui apparaît couramment dans les religions indiennes.

## Hindouisme

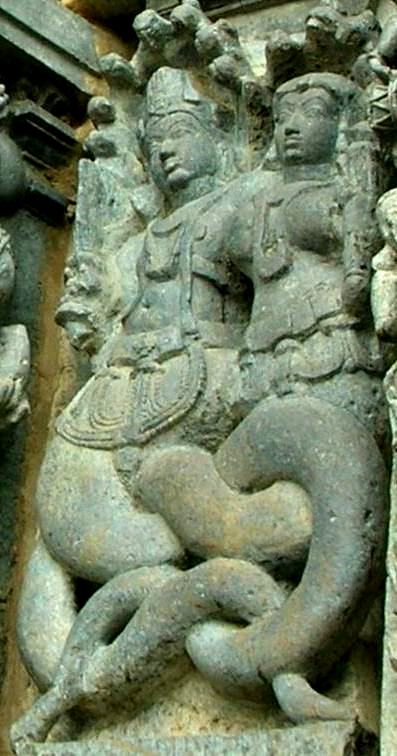
Une statue de Nagaraja (Cambodge).

Les textes hindous font référence à trois êtres principaux portant ce titre : Shesha, Takshaka et Vasuki. Tous sont les enfants de Rishi Kashyapa et Kadru.

## Shesha, Vāsuki et Takshaka
Les trois déités majeures Shesha (Sheshanaga), Takshaka et Vāsuki sont frères, fils de Kashyapa et de Kadru, les parents de tous les serpents.
Shesha, parfois aussi connu sous le nom d'Ananta, est le frère aîné. Adepte de Vishnou, il représente l'aspect convivial des serpents, car ils préservent la nourriture des rongeurs. Vishnou est toujours en méditation continue (Yoga nidra), avec Ananta lui formant un lit ; ainsi, cette posture s'appelle Ananta-Sayana.
Vāsuki, le roi des nagas, est un adepte de Shiva, qui porte toujours le nāga autour de son cou. Vasuki a également une sœur nommée Manasa.
Takshaka représente l'aspect dangereux des serpents, redoutés à cause de leur venin.

## Temples
- Un ancien temple de Nagraj ou dieu serpent Vāsuki, se trouve dans la ville de Thangadh (en) du district de Surendranagar, au Gujarat. La terre de Thangadh est aussi connue comme la terre du serpent. Les gens adorent Vasuki nag en tant que dieu rustique de Thangadh.
- À Nagercoil, dans le district de Kanniyakumari, au Tamil Nadu, il existe un temple dédié à Nagaraja.
- Il y a un autre temple célèbre appelé Mannarasala dans le district d'Alleppey au Kerala. La divinité de ce temple incarne à la fois Anantha et Vasuki. Un temple consacré à Nagraja existe dans le kaippattoor, district d'Ernakulam, au Kerala, en Inde. On l'appelle thekkanattil nagaraja kshetram.
- Un temple consacré à Nagaraja existe à Poojappura (en), dans le district de Thiruvananthapuram, au Kerala, en Inde. Il est connu sous le nom de temple Poojappura Nagarukavu. La particularité de ce temple réside dans le fait que la famille des Nagaraja, y compris Nagaramma (reine des Naga) et Nagakanya (princesse du royaume de Naga), est placée dans un seul temple.
- Également à Thiruvananthapuram se trouve une ancienne demeure de la Sagesse du Serpent connue sous le nom de Thuppanathu Kavu, située à Vazhamuttam. Les trois divinités serpent évoquées dans cet ancien temple sont Nagaraja Vasuki (se rapportant au Seigneur Shiva), Naga Yakshi (Reine Serpent / épouse de Nagaraja) et Naga Kanyaka. Le curcuma en poudre, Noorum Paalum et Naagaroottu leur sont offerts. Les déesses et déesses naga de Thuppanathu Kavu sont accompagnées de la déesse Vanadurga et de la déesse Rajarajeswari.
- Kukke Subramanya est un temple hindou situé dans le village de Subramanya, au Karnataka. Dans ce temple, Kârttikeya est vénéré en tant que Subramanya, seigneur de tous les serpents. Les épopées racontent que le serpent divin Vāsuki et d'autres serpents ont trouvé refuge sous Subramanya lorsqu'ils ont été menacés par le Garuda.